# Wyndham Worldwide

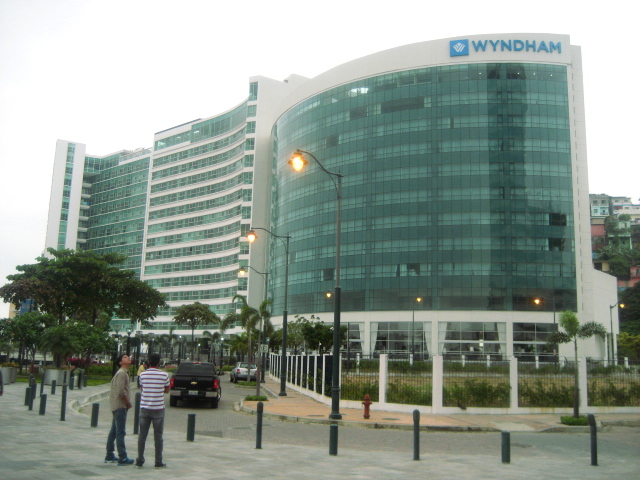
Hotel Wyndham en Guayaquil.

Wyndham Worldwide es un holding de los Estados Unidos con sede en Parsippany, Nueva Jersey. Wyndham Worldwide está listada en el S&P 500. En julio de 2006 la empresa fue escindida por su antiguo propietario, Cendant.
El grupo de hoteles de Wyndham Worldwide cuenta con cerca de 9000 hoteles bajo 25 marcas en 95 países, que totalizan más de medio millón de habitaciones (532.284), lo que le convierte en el primer grupo hotelero del mundo. El programa de fidalidad de la empresa se denomina desde mayo de 2008 Wyndham Rewards, anteriormente se denominaba Triprewards. Emplean a un aproximado de 25,000 empleados alrededor del mundo.
En 2008 Wyndham Worldwide hizo público que deseaba adquirir por 150 millones de dólares las cadenas hoteleras Microtel Inn & Suites y Hawthorn, que pertenecían a Hyatt Corporation. La transacción se completó el 21 de julio de 2008.
En 2010 adquirió la marca Tryp Hoteles con aprox. 90 hoteles de Sol Meliá Hotels & Resorts, que pasó a llamarse Tryp by Wyndham, si bien seguirían siendo explotados por la empresa española. Ambos grupos han firmado una alianza estratégica.

## Franquicias de hoteles
La empresa explota varias cadenas de hoteles:
- Baymont Inn & Suites
- Days Inn
- Dazzler by Wyndham
- Esplendor by Wyndham
- Hawthorn Suites
- Howard Johnson
- Knights Inn
- Microtel
- Ramada
- Super 8
- Travelodge
- Wingate Inn
- Wyndham Hotels & Resorts
- Wyndham Grand Collection
- Wyndham Garden Hotels
- Tryp by Wyndham
- Viva Wyndham